# 阿夫沙尔王朝
阿夫沙尔王朝（波斯語：‎）是18世纪统治伊朗高原的一个土库曼人王朝。

## 建立
王朝创立者纳迪尔沙出生于呼罗珊的一个土库曼阿夫沙尔部落的农民家庭，在童年时被卖为奴隶，后来成功逃亡。他加入了东安纳托利亚的一支突厥武装部落“阿夫沙尔”（“红头”部落之一），地位迅速升高，逐渐成为割据一方的军阀。1726年，纳迪尔沙率军支持被入侵伊朗的阿富汗人废黜的萨非王朝沙阿太美斯普二世，并成功地赶走了阿富汗人。接着纳迪尔沙又着手收复被奥斯曼帝国和俄罗斯帝国占领的伊朗国土，在国内逐渐树立起超过沙阿本人的权威。于是在1732年纳迪尔沙废黜了太美斯普二世，将其放逐到呼罗珊，扶立太美斯普二世之子阿拔斯三世为傀儡沙阿。1735年幼主阿拔斯三世去世。次年纳迪尔沙自立为伊朗沙阿，建立阿夫沙尔王朝。

## 扩张和衰败
纳迪尔沙在位期间，常年发动对外战争，1737～1738年征服阿富汗大部地区，1739年入侵印度莫卧儿帝国，洗劫了德里。他还偷走了沙贾汉的孔雀宝座。纳迪尔沙利用从远征中掠夺来的财富，在伊朗大兴土木，鼓励文化，使伊朗又呈现出其在萨珊王朝统治的黄金时期的繁荣景象。但是由于纳迪尔沙的宗教政策（压制什叶派）和经济压迫，伊朗各地经常爆发起义和暴动，最终纳迪尔沙于1747年在呼罗珊被一伙密谋叛变的封建主刺杀。
纳迪尔沙死后整个伊朗陷入混乱，其侄子阿迪尔·沙阿下令杀死除沙鲁克·阿夫沙尔（纳迪尔沙之孙）外所有纳迪尔沙的儿子和孙子，自立为沙阿。原纳迪尔沙的近卫军将领阿富汗人艾哈迈德沙·杜兰尼也试图夺取王位，但没有成功，被迫逃回阿富汗，不过他成功地夺去了纳迪尔沙的部分宝藏。艾哈迈德沙·杜兰尼建立了杜兰尼王朝，使阿富汗脱离了阿夫沙尔王朝的统治。
1748年阿迪尔·沙阿被其弟弟易卜拉欣·阿夫沙爾发动的政变推翻。然而易卜拉欣·阿夫沙爾夺取政权不到两个月就被自己的军队推翻。之后库尔德人和土库曼人的部落首领推举纳迪尔沙的孙子沙鲁克·阿夫沙尔为沙阿名义上统治呼罗珊。1749年，一些阿拉伯、库尔德和札剌亦儿部落的首领推举萨非王朝王室后裔赛义德为伊朗沙阿，号为苏莱曼二世。沙鲁克·阿夫沙尔被推翻并被弄瞎双眼。几个月后，沙鲁克·阿夫沙尔的支持者又推翻苏莱曼二世，沙鲁克·阿夫沙尔继续统治呼罗珊，但是其只是各部落操纵的傀儡。此时的伊朗各路诸侯纷纷称王，其中前纳迪尔沙的将军卡里姆汗以设拉子为首都建立了桑德王朝。
经过多年战争，桑德王朝占据了除呼罗珊及以东地区以外的阿夫沙尔王朝的土地。卡里姆汗没有攻击沙鲁克·阿夫沙尔是出于对纳迪尔沙的尊敬。1779年卡里姆汗去世，桑德王朝陷入混乱，伊朗北部的恺加部落首领阿迦·穆罕默德·汗趁机扩张势力。1794年灭桑德王朝。1796年阿迦·穆罕默德·汗加冕为伊朗沙阿，建都德黑兰，建立恺加王朝。同年征服呼罗珊，处死了沙鲁克·阿夫沙尔。阿夫沙尔王朝终结。

## 历任国王
- 纳迪尔沙 (1736–1747)
- 阿迪爾·沙阿 (1747–1748)
- 易卜拉欣·阿夫沙爾 (1748)
- 沙魯克·阿夫沙爾 (1748–1796)